# Неоселяхії
Неоселяхії (Neoselachii) — когорта хрящових риб, що включає акул та скатів. Також до групи включають вимерлий ряд Synechodontiformes. Тобто, до когорти входять всі пластинозяброві риби, за винятком примітивних Ctenacanthiformes, Xenacanthiformes та Hybodontiformes, що існували у палеозої.

## Опис
Неоселяхії є хижаками, деякі з них мають електрорецептори, відомі як ампули Лоренціні, за допомогою яких вони можуть стежити за електричним зарядом жертви. Ці електрорецептори розташовані на голові риби, як у скатів, так і в акул, і за допомогою них вони можуть вистежувати та вполювати здобич непомітно.